# Táta je doma
Táta je doma (v anglickém originále Daddy's Home) je americký komediální film z roku 2015. Režie snímku se ujal Sean Anders, který také spolupracoval na scénáři s Brianem Burnsem a Johnem Morrisem. Ve snímku hrají hlavní role Will Ferrell, Mark Wahlberg a Linda Cardellini.
Film měl premiéru v Londýně 9. prosince 2015 a do kin byl oficiálně uveden 21. prosince 2015. Do kin v České republice se dostal až 31. března 2016. Film získal mix kritiky a vydělal přes 240 milionů dolarů.
Will Ferrell získal nominaci na cenu Teen Choice Awards v kategorii nejlepší komediální herec.

## Obsazení
| Will Ferrell        | Brad Whitaker             |
| Mark Wahlberg       | Dusty Mayron              |
| Linda Cardellini    | Sara Whitaker             |
| Scarlett Estevez    | Megan Mayron              |
| Owen Wilder Vaccaro | Dylan Mayron              |
| Thomas Haden Church | Leo Holt                  |
| Hannibal Buress     | Griff                     |
| Bobby Cannavale     | Dr. Emilion Francisco     |
| Bill Burr           | Jerry                     |
| Jamie Denbo         | Doris                     |
| Mark L. Young       | dentální hygienista       |
| Alessandra Ambrosio | Karen                     |
| John Cena           | Roger                     |
| Paul Scheer         | DJ "The Whip"             |
| Billy Slaughter     | Squidward                 |
| Chris Henchy        | Jason Sinclair / Panda DJ |

## Produkce
V listopadu 2014 bylo potvrzeno, že Will Ferrell a Mark Wahlberg si zahrají hlavní role ve filmu. O pár dní později se k nim připojila Linda Cardellini. Natáčení začalo 17. listopadu 2014 v New Orleans a skončilo 6. února.

## Přijetí
Film vydělal přes 150 milionů dolarů v Severní Americe a 90 milionů dolarů v ostatních oblastech, celkově tak vydělal 240,4 milionů dolarů po celém světě. Rozpočet filmu činil 69 milionů dolarů. V Severní Americe byl oficiálně uveden 25. prosince 2015, společně s filmy Bod zlomu, Joy, Diagnóza: Šampion a Sázka na nejistotu. Za první víkend docílil druhé nejvyšší návštěvnosti, kdy vydělal 38,7 milionů dolarů. Na první místě se umístil film Star Wars: Síla se probouzí, který utržil 149,2 milionů dolarů.